# Гонка Карпатских Курьеров

Логотип гонки до 2013 года

Гонка Карпатских Курьеров (англ. Carpathian Couriers Race, пол. Karpacki Wyścig Kurierów) — ежегодная шоссейная многодневная велогонка,  проводящаяся с 2010 года среди велогонщиков до 23-х лет на территории Польши, Словакии и Венгрии.

## История
В 1975—1998 и 2000 годах проходила международная велогонка Szlakiem Kurierów Beskidzkich (в 2009 года возобновившаяся снова), которая является предшественником данной гонки. Это отчасти отражено на логотипах.
Созданная в 2010 году под названием  гонка сразу вошла в календарь UCI Europe Tour, получив категорию 2.2U и проходила по территориям Польши и Словакии. Изначально гонка была зарегистрирована в Словакии, но с 2011 года сменила место регистрации на Польшу. 
До 2013 года гонка была также известна как Carpathia Couriers Path. В 2014 году в маршрут гонки добавились ещё две страны —  Венгрия (которая стала третьей страной постоянного проведения) и Чехия.
Маршрут гонки состоит из 5—6 этапов.
В 2020 году в связи с пандемией COVID-19 гонка прошла как однодневная.
Название гонки происходит от так называемых татранских курьеров, которые переправляли людей, деньги и информацию через зелёную границу в борьбе с немцами во время Второй мировой войны. Одним из них был польский историк Вацлав Фельчак. Гонка проходит по маршрутам курьеров того времени. 

## Призёры
| Год                      | Победитель         | Второй               | Третий                |          |
| ------------------------ | ------------------ | -------------------- | --------------------- | -------- |
| Carpathia Couriers Path  |                    |                      |                       |          |
| 2010                     | Адриан Хонкиш      | Камил Зилински       | Сергей Саковец        |          |
| 2011                     | Павел Бернас       | Павел Поляньский     | Jarosław Kowalczyk    |          |
| 2012                     | Мауриц Ламмертинк  | Якуб Новак           | Лукаш Овсян           |          |
| Carpathian Couriers Race |                    |                      |                       |          |
| 2013                     | Stefan Poutsma     | Дан Мейерс           | Ерун Мейерс           |          |
| 2014                     | Грегор Мюльбергер  | Эдуард-Михаэль Гросу | Пшемыслав Касперкевич |          |
| 2015                     | Тим Арисен         | Альваро Куадрос      | Дрис Ван Гестел       |          |
| 2016                     | Хамиш Шреурс       | Михал Палюта         | Макс Кантер           |          |
| 2017                     | Алессандро Пессот  | Камиль Малецкий      | Роберт Кесслер        |          |
| 2018                     | Филип Мацеюк       | Jens van den Dool    | Sven Burger           |          |
| 2019                     | Марин ван ден Берг | Джованни Алеотти     | Meindert Weulink      |          |
| 2020                     | Jordan Habets      | Adam Kuś             | Антти-Юсси Юнтунен    |          |
| 2021                     | Филип Мацеюк       | Daan Hoeks           | Фран Михолевич        |          |
| 2022                     | Фран Михолевич     | Francis Juneau       | Алекс Гаек            |          |
| 2023                     | Гал Гливар         | Джулио Пеллиццари    | Давид Де Кассан       |          |
| 2024                     | отменено           | отменено             | отменено              | отменено |

## Рекорд побед

### По странам
| Побед | Страна                          |
| ----- | ------------------------------- |
| 5     | Нидерланды                      |
| 3     | Польша                          |
| 1     | Австрия, Италия, Новая Зеландия |